# Jogos Pan-Americanos de 1995
Os Jogos Pan-Americanos de 1995 foram a 12ª edição do evento multiesportivo, realizado na cidade de Mar del Plata, na Argentina, entre os dias 11 e 26 de março. A delegação brasileira foi composta por 401 atletas, entre os 5 144 participantes.
No Brasil, a transmissão foi feita pela CNT Gazeta.

## Países participantes
42 países participaram do evento:
| - ANT Antígua e Barbuda - AHO Antilhas Neerlandesas - ARG Argentina - ARU Aruba - BAH Bahamas - BAR Barbados - BIZ Belize - BER Bermudas - BOL Bolívia - BRA Brasil - CAN Canadá | - CHI Chile - COL Colômbia - CRC Costa Rica - CUB Cuba - DMA Dominica - ESA El Salvador - ECU Equador - USA Estados Unidos - GRN Granada - GUA Guatemala - GUY Guiana | - HAI Haiti - HON Honduras - CAY Ilhas Cayman - VIR Ilhas Virgens Americanas - BVI Ilhas Virgens Britânicas - JAM Jamaica - MEX México - NCA Nicarágua - PAN Panamá - PAR Paraguai | - PER Peru - PUR Porto Rico - DOM República Dominicana - LCA Santa Lúcia - SKN São Cristóvão e Neves - VIN São Vicente e Granadinas - SUR Suriname - TRI Trinidad e Tobago - URU Uruguai - VEN Venezuela |

## Modalidades
Foram disputadas 37 modalidades nesta edição dos Jogos:
| - Atletismo - Badminton - Basquetebol - Beisebol - Boliche - Boxe - Canoagem - Caratê - Ciclismo - Esgrima | - Esqui aquático - Futebol - Ginástica - Handebol - Hipismo - Hóquei sobre a grama - Judô - Levantamento de peso - Lutas | - [[Ficheiro:\|border \|20px\|link=\|alt=]] Nado sincronizado - Natação - Patinação sobre rodas - Pelota basca - Polo aquático - Raquetebol - Remo - Saltos ornamentais - Softbol | - Squash - Taekwondo - Tênis - Tênis de mesa - Tiro esportivo - Tiro com arco - Triatlo - Vela - Voleibol |

## Quadro de medalhas
País sede destacado.
| Ordem | País               |     |     |     |     |
| 1     | USA Estados Unidos | 170 | 145 | 110 | 425 |
| 2     | CUB Cuba           | 112 | 66  | 60  | 238 |
| 3     | CAN Canadá         | 47  | 61  | 69  | 177 |
| 4     | ARG Argentina      | 40  | 45  | 74  | 159 |
| 5     | MEX México         | 23  | 20  | 37  | 80  |
| 6     | BRA Brasil         | 18  | 27  | 37  | 82  |
| 7     | VEN Venezuela      | 9   | 14  | 25  | 48  |
| 8     | COL Colômbia       | 5   | 15  | 28  | 48  |
| 9     | CHI Chile          | 2   | 6   | 10  | 18  |
| 10    | PUR Porto Rico     | 1   | 9   | 12  | 22  |